# تيلوغويون
تيلوغويون مجموعة عرقية تتحدث اللغة التيلوغوية وهم جزء من السلالة الدرفيدية، يتركز وجودهم في ولايات أندرا برديش وتيلانغانا شرق الهند، يعتبر التيلغويين ثالث أكبر القوميات في الهند ورابع أكبر القوميات في شبة القارة الهندية بعد الهنود والبنغال والبنجاب، يبلغ عدد التيلغويين 75 مليون نسمة تقريباً.